# Anarchy Online
Anarchy Online é um MMORPG (Massively Multiplayer Online Role-Playing Game) de ficção científica, desenvolvido pela Funcom e lançado em junho de 2001. O jogo é notável por seu cenário futurista e a utilização da ficção científica, ao invés do mais comum gênero de fantasia encontrado na maioria dos MMORPGs.

## Cenário e Ambientação
O jogo se passa no futuro distante, no ano de 29475, principalmente no planeta Rubi-Ka, que está localizado em um sistema planetário de estrela binária fictícia. Rubi-Ka é um mundo desértico, mas também rico em recursos, especialmente o "Notum", um material valioso que é fundamental para a tecnologia no universo do jogo. Além de Rubi-Ka, o jogo explora o mundo extra-dimensional conhecido como as Shadowlands, uma dimensão paralela repleta de mistérios e perigos.
Em Anarchy Online, os jogadores podem escolher entre várias facções, cada uma com suas próprias motivações e objetivos. As principais facções são os Omni-Tek, uma corporação multinacional que busca controlar Rubi-Ka, e os Clãs, um grupo rebelde que luta contra a opressão da Omni-Tek. Também existe a opção de manter uma posição neutra, o que permite ao jogador evitar os conflitos entre as facções. O jogo apresenta um sistema de progressão baseado em combate, exploração, e interação social, com ênfase em modificações tecnológicas como implantes cibernéticos e nanotecnologia, que podem ser usados para personalizar os personagens.

## Expansões
Desde seu lançamento, Anarchy Online recebeu diversas expansões, incluindo Notum Wars (2002), Shadowlands (2003), Alien Invasion (2004) e Lost Eden (2006), cada uma introduzindo novos conteúdos, como missões, raides, e áreas de exploração. A natureza de mundo aberto e o design expansivo são algumas das características que definem a experiência de jogo.